# Colotois korbi
Colotois korbi là một loài bướm đêm trong họ Geometridae.